# 古书院革命旧址
古书院革命旧址位于山西省晋城市城区北街街道书院街，年代为民国。

## 保护
2007年1月，古书院革命旧址公布为第二批晋城市文物保护单位，革命遗址及革命纪念建筑物类，编号2-4。